# Christian Winner

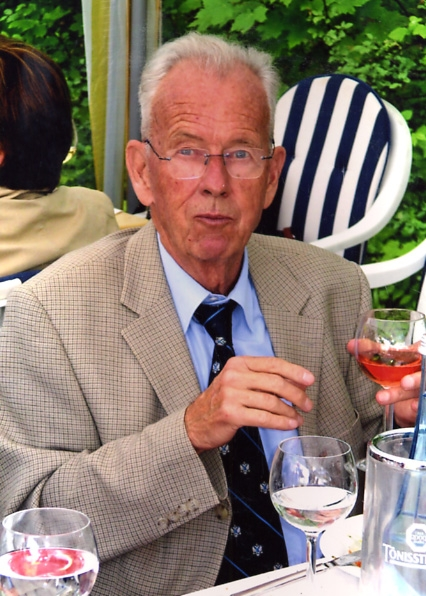
Christian Winner (2006)

Christian Winner (* 3. Februar 1927 in Staßfurt; † 3. Juni 2012 in Göttingen) war ein deutscher Phytomediziner und Pflanzenbauwissenschaftler. Von 1966 bis 1991 leitete er als Professor und Direktor das Institut für Zuckerrübenforschung in Göttingen.

## Leben
Winner ist der Sohn eines Pfarrers. Er wuchs in Finkenwalde bei Stettin auf und besuchte ab 1937 das Marienstiftsgymnasium in Stettin. 1943 wurde er als Luftwaffenhelfer bei der Flugabwehr eingesetzt, 1944 folgte die Einberufung zur Wehrmacht. Nach einer schweren Verwundung im Fronteinsatz kam er in ein russisches Feldlazarett. Seit 1945 lebte er in Bad Harzburg. Dort erlangte er im April 1946 den Reifevermerk als Ergänzung zum Reifezeugnis. Anschließend absolvierte er eine landwirtschaftliche Lehrzeit in einem Tierzuchtbetrieb in Westfalen. 1948 begann er ein Studium der Landwirtschaft an der Universität Göttingen. Zusätzlich besuchte er Lehrveranstaltungen im Fachgebiet der Biologie. 1951 studierte er für zwei Semester an der Purdue University (Indiana, USA). Im Herbst 1952 bestand er in Göttingen die Prüfung zum Diplomlandwirt.
Ab 1953 war Winner als Doktorand und gleichzeitig als Referent für Pflanzenschutz an dem von Hans Lüdecke geleiteten Institut für Zuckerrübenforschung in Göttingen tätig. Während dieser Zeit arbeitete er über die chemischen Eigenschaften der Wurzelausscheidungen von Raps und deren Bedeutung für die Aktivierung von Zysten des Rübennematoden. Diese Forschungen wurden zum Thema seiner Dissertation. 1956 wurde er an der Universität Göttingen zum Dr. sc. agr. promoviert.
Nach der Promotion arbeitete Winner weiterhin am Institut für Zuckerrübenforschung in Göttingen. Als Leiter der dann eigenständigen Abteilung „Pflanzenschutz und Pathologie“ forschte er in den folgenden Jahren über parasitogene Schäden an den Seitenwurzeln der Zuckerrüben und untersuchte die Möglichkeiten ihrer Verhütung. Mit einer Arbeit über dieses aktuelle Problem im Zuckerrübenbau habilitierte er sich 1965 an der Landwirtschaftlichen Fakultät der Universität Göttingen für das Fachgebiet Phytopathologie. Die Erkenntnisse aus diesen Forschungsarbeiten vertiefte er anschließend bei einem Studienaufenthalt an der State University in Michigan (USA). Nach seiner Rückkehr aus den USA wurde ihm 1966 die Leitung des Göttinger Instituts für Zuckerrübenforschung übertragen. Als Nachfolger von Hans Lüdecke wirkte er hier als Direktor und Professor bis zu seiner altersbedingten Entpflichtung im Jahre 1991.
Schwerpunkte der wissenschaftlichen Tätigkeit Winners als Leiter des Göttinger Instituts für Zuckerrübenforschung waren Feldversuche zu Bestandesdichte, Düngung, Unkrautbekämpfung und Agrotechnik im Zuckerrübenanbau sowie Fragen der Populationsdynamik bodenbürtiger Krankheitserreger und Schadinsekten. Die meisten Ergebnisse der an seinem Institut durchgeführten Forschungsarbeiten hat er in der Zeitschrift Zucker (neuer Titel ab 1978 Zuckerindustrie) und in der Zeitschrift "Pflanzenkrankheiten und Pflanzenschutz" veröffentlicht. Hervorzuheben von seinen umfangreichen Publikationen ist das 1981 erschienene Buch Zuckerrübenbau – über viele Jahre das maßgebende Werk über das seinerzeitige Grundwissen des Zuckerrübenanbaus mit einer Vielzahl von praktischen Empfehlungen für die Landwirte. In mehreren Beiträgen würdigte Winner die Verdienste historischer Persönlichkeiten auf dem Gebiet der Zuckerrübenforschung (Franz Carl Achard, Hermann Hellriegel). Sein Interesse an alten Büchern beschrieb er in dem 1998 als Privatdruck erschienenen Buch Sprechende Bände: Erinnerungen eines Göttinger Bücherfreundes.
An der Universität Göttingen beteiligte sich Winner jeweils im Wintersemester an der zentralen Vorlesung „Spezieller Pflanzenbau“ und im Sommersemester bot er regelmäßig eine Lehrveranstaltung an unter dem Titel „Ausgewählte Kapitel aus dem Gebiet der Zuckerrübenforschung (mit Demonstrationen)“. Außerdem engagierte er sich am Göttinger Graduierten-Kolloquium des Instituts für Pflanzenpathologie und Pflanzenschutz. Im Rahmen des Zuckertechnologischen Aufbaustudiums an der Technischen Hochschule Braunschweig hielt er zeitweise Vorlesungen über Zuckerrübenanbau.
Winner war Mitglied des Internationalen Instituts für Rübenforschung (IIRB) und zeitweise Leiter des wissenschaftlichen Beratungsausschusses dieser Institution. Er war Mitglied in den Fachausschüssen „Wirtschaftliche Vereinigung Zucker“ und dort Vorsitzender des Ausschusses „Schnitzel und Melasse“. Über zwei Jahrzehnte war er Mitglied der Gesellschaft für Pflanzenbauwissenschaften. Für seine vielseitigen Aktivitäten "rund um die Zuckerrübe" wurde er 1992 durch den Vorstand der Deutschen Landwirtschafts-Gesellschaft mit der Max-Eyth-Denkmünze in Silber ausgezeichnet.

## Wichtigste Publikationen
- Ein Beitrag zur Frage nach der Zystenaktivierung durch natürliche Reizstoffe bei Hederodera schachtii Schm. Dissertation, Landw. Fak. Univ. Göttingen 1956.
- Hans Lüdecke, Christian Winner: Farbtafelatlas der Krankheiten und Schädigungen der Zuckerrübe. DLG-Verlag Frankfurt am Main 1959; 2. erw. u. überarb. Aufl. ebd. 1966.
- Untersuchungen über parasitogene Schäden an den Wurzeln der Zuckerrübe insbesondere durch Aphanomyces und über Möglichkeiten ihrer Verhütung. Habilitationsschrift, Landw. Fak. Univ. Göttingen 1965. – Zugl. in: Phytopathologische Zeitschrift Band 57, 1966, S. 105–120, 232–252 und 310–328.
- Hans Lüdecke, Christian Winner: Das Institut für Zuckerrübenforschung in Göttingen – Geschichte und Aufgaben. In: Neues Archiv für Niedersachsen. Band 14, 1965, S. 87–94.
- Maßstäbe zur Beurteilung der Qualität der Zuckerrübe. In: Landwirtschaftliche Forschung. Band 23, 1970, S. 1–12.
- Forschung als Wegbereiter des Rübenbaus. Eine Rückblende auf die Geschichte der Zuckerrübenforschung in Deutschland. In: Zucker. Band 25, 1972, S. 75–80.
- Zuckerrübenbau. DLG-Verlag, Frankfurt am Main 1981.
- Franz Carl Achard als Wegbereiter einer experimentellen Pflanzenbauwissenschaft und der Zuckerfabrikation aus Rüben. In: Geschichte der Zuckerrübe. Herausgegeben vom Institut für Zuckerrübenforschung Göttingen. Verlag Dr. Albert Bartens Berlin-Nikolassee 1984, S. 22–47.
- Zuckerrübenanbau unter dem Aspekt des Umweltschutzes. In: Berichte über Landwirtschaft. Band 69, 1991, S. 121–149.
- Das Pflanzen von Zuckerrüben – Bilanz und Perspektiven. In: Festschrift für Kord Baeumer zum 65. Geburtstag. Herausgegeben von Wolfgang Böhm. Triade-Verlag Göttingen 1991, S. 135–144.
- Sprechende Bände. Erinnerungen eines Göttinger Bücherfreundes. Gedruckt bei Wallstein Göttingen 1998. Privatdruck. 100 num. Exemplare.